# Rhodesiella manii
Rhodesiella manii är en tvåvingeart som beskrevs av Cherian 1977. Rhodesiella manii ingår i släktet Rhodesiella och familjen fritflugor. Inga underarter finns listade i Catalogue of Life.